# Limonium hirsuticalyx
Limonium hirsuticalyx är en triftväxtart som beskrevs av Sandro Alessandro Pignatti. Limonium hirsuticalyx ingår i släktet rispar, och familjen triftväxter. Inga underarter finns listade i Catalogue of Life.